# Now That's What I Call Christmas! 4
Now That's What I Call Christmas! 4 es un álbum recopilatorio de música navideña. Fue lanzado el 12 de octubre de 2010 en Estados Unidos. Alcanzó el puesto 28 en el Billboard 200.

## Lista de canciones

### Disco uno
| N.º | Título                                   | Artista(s)                    | Duración |  |
| 1.  | «A Child Is Born»                        | Rihanna                       | 3:54     |  |
| 2.  | «Merry Christmas Baby»                   | Sheryl Crow                   | 3:15     |  |
| 3.  | «Mistletoe»                              | Colbie Caillat                | 3:53     |  |
| 4.  | «All I Want for Christmas Is You»        | Mariah Carey                  | 4:02     |  |
| 5.  | «Have Yourself a Merry Little Christmas» | Christina Aguilera            | 4:05     |  |
| 6.  | «What Child Is This»                     | Carrie Underwood              | 3:27     |  |
| 7.  | «Where Are You Christmas?»               | Faith Hill                    | 4:07     |  |
| 8.  | «Silver Bells»                           | Martina McBride               | 2:43     |  |
| 9.  | «Rockin' Around the Christmas Tree»      | Toby Keith                    | 2:23     |  |
| 10. | «Candy Cane Christmas»                   | Darius Rucker                 | 3:23     |  |
| 11. | «Christmas You and Me»                   | Brian McKnight con Vince Gill | 4:08     |  |
| 12. | «Wonderful Christmastime»                | Kelly Rowland                 | 3:40     |  |
| 13. | «Drummer Boy»                            | Sean Kingston                 | 2:28     |  |
| 14. | «Christmas Tree»                         | Lady Gaga con Space Cowboy    | 2:22     |  |
| 15. | «My Only Wish (This Year)»               | Britney Spears                | 4:16     |  |
| 16. | «Let It Snow! Let It Snow! Let It Snow!» | Michael Bublé                 | 2:04     |  |
| 17. | «Christmas Time Is Here»                 | Diana Krall                   | 3:34     |  |
| 18. | «Happy Christmas (War Is Over)»          | Maroon 5                      | 3:28     |  |

### Disco dos
| N.º | Título | Artist | Duración |  |